# Championnats d'Europe de cyclisme sur route 1995
Navigation
Édition suivante
Les Championnats d'Europe de cyclisme sur route 1995 se sont déroulés le 26 août 1995, à Trutnov en République tchèque.

## Résultats
| Compétitions             | Or                          | Argent                     | Bronze                   |
| Hommes - moins de 23 ans |                             |                            |                          |
| Course en ligne          | Mirko Celestino Italie      | Romāns Vainšteins Lettonie | Giuliano Figueras Italie |
| Femmes - moins de 23 ans |                             |                            |                          |
| Course en ligne          | Regina Schleicher Allemagne | Evi Gensheimer Allemagne   | Elena Unruh Allemagne    |

## Tableau des médailles
| Rang  | Nation    | Or | Argent | Bronze | Total |
| ----- | --------- | -- | ------ | ------ | ----- |
| 1     | Allemagne | 1  | 1      | 1      | 3     |
| 2     | Italie    | 1  | 0      | 1      | 2     |
| 3     | Lettonie  | 0  | 1      | 0      | 1     |
| Total | Total     | 2  | 2      | 2      | 6     |